# مصطفی العباد
مصطفی العباد (انگلیسی: Mostafa Al-Abbad؛ زادهٔ ۱۴ اکتبر ۱۹۸۹) یک ورزشکار اهل عربستان سعودی است.
از باشگاه‌هایی که در آن بازی کرده‌است می‌توان به باشگاه فوتبال هجر عربستان سعودی اشاره کرد.